# Tension de cycle

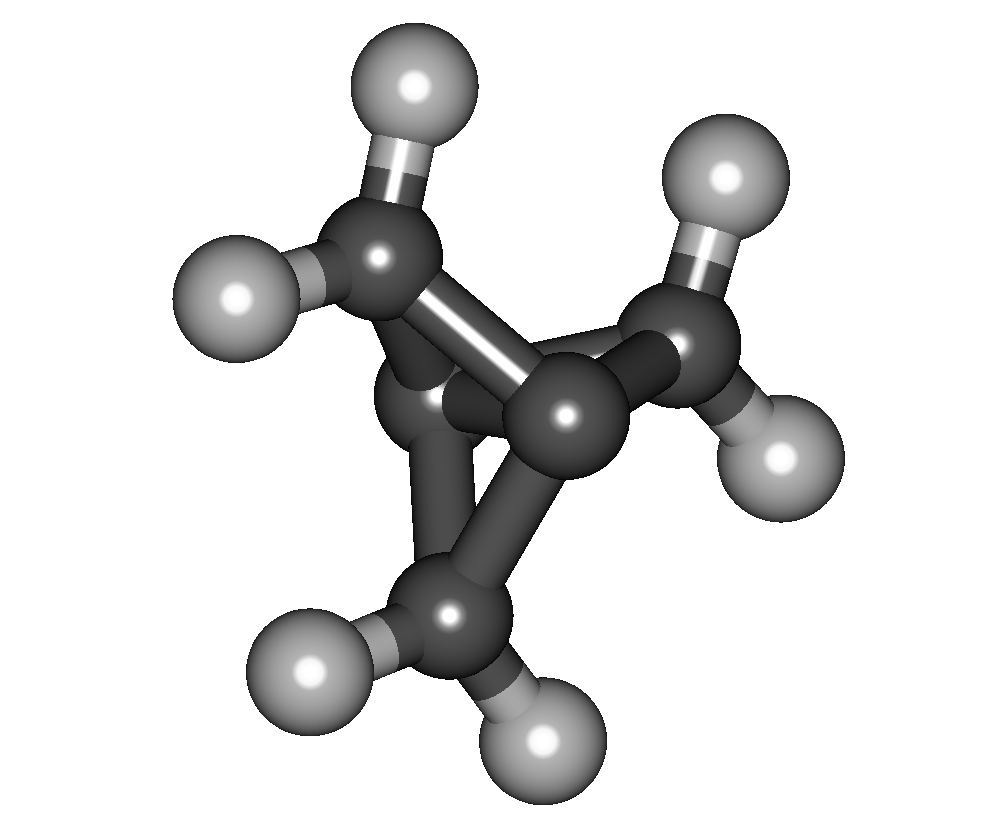
Structure du [1.1.1]Propellane, un alcane extrêmement tendu dû à la présence de nombreux cycles. La tension de cycle dans cette molécul est estimée à 102 kcal/mol.

En chimie organique, la tension de cycle ou contrainte cyclique désigne la déstabilisation d'une molécule cyclique, telle un cycloalcane, causée par l'orientation spatiale des atomes qui la composent. Cette tension provient d'une combinaison (1) de contrainte d'angle, (2) de contrainte de torsion (ou tension de Pitzer) et (3) de la tension trans-annulaire (ou contrainte de van der Waals).

## Exemples
Les molécules possédant une grande tension de cycle sont composées de 3, 4 et parfois 5 chaînons, dont : cyclopropanes, cyclopropène, cyclobutanes, cyclobutènes, [1,1,1]propellanes, [2,2,2]propellanes, époxydes, aziridines, cyclopentènes et norbornènes. Ces molécules présentent des angles de liaison entre les cycles qui sont plus aigus que l'angle optimal tétraédrique (109,5°) et des angles de liaison trigonale plane (120°) sont requis par leurs liaisons respectives sp3 et sp2. À cause de plus petits angles de liaison, les liaisons possèdent plus d'énergie et adoptent en partie les caractéristiques des liaisons p dans le but de réduire l'énergie des liaisons.

## Applications
L'énergie potentielle et les liaisons chimiques des molécules présentant une ou plusieurs contraintes cycliques peuvent être utilisées pour favoriser certaines réactions en chimie organique (par exemple, l'ouverture nucléophile du cycle des époxydes et des aziridines).